# کوین کراوس
کوین کراوس (انگلیسی: Kevin Kraus؛ زادهٔ ۱۲ اوت ۱۹۹۲) بازیکن فوتبال اهل آلمان است.
از باشگاه‌هایی که در آن بازی کرده‌است می‌توان به باشگاه فوتبال آینتراخت فرانکفورت، باشگاه فوتبال گروتر فورث، باشگاه فوتبال کایزرسلاوترن، و باشگاه فوتبال هایدنهایم اشاره کرد.
وی همچنین در تیم ملی فوتبال جوانان آلمان بازی کرده‌است.